# Faimalaga Luka

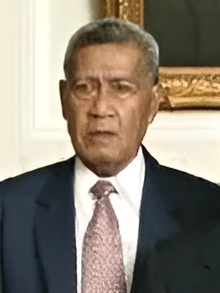
Faimalaga Luka 2003

Faimalaga Luka OBE (* 1940; † 19. August 2005 in Suva, Fidschi) war ein tuvaluischer Politiker. Von Februar bis Dezember 2001 war er Premierminister und von 2003 bis 2005 Generalgouverneur seines Landes.

## Leben
Luka stammt vom Atoll Nukufetau. Geboren 1940, arbeitete er zunächst im öffentlichen Dienst. Unter anderem wirkte er in der tuvaluischen Botschaft in Fidschi und als ministerieller Staatssekretär. Später ging er in die Politik und wurde bei der Parlamentswahl im September 1993 in das tuvaluische Parlament Fale i Fono gewählt. Unter Premierminister Kamuta Latasi war er von 1994 bis 1996 Gesundheitsminister, unter Latasis Nachfolger Bikenibeu Paeniu gehörte er der Opposition an. Bei den Parlamentswahlen 1998 konnte Luka seinen Sitz verteidigen. Im nächsten Jahr trat er unter dem neuen Premierminister Ionatana Ionatana wieder in die Regierung ein und diente unter Ionatana und dessen Nachfolger Lagitupu Tuilimu als Innenminister. Zumindest im Februar 1994 war er zeitgleich auch Minister für Sport und Arbeitskräfte (human resources). Da Tuiliumu nach Ionatanas Tod im Dezember 2000 nur kommissarisch im Amt war, wurde 2001 ein neuer Premierminister gesucht. Luka wurde am 24. Februar 2001 Tuiliumus Nachfolger, unterstützt durch die frühere Regierungskoalition unter Ionatana. Unter Luka intensivierte die Regierung von Tuvalu die Bemühung, aus der Internetdomain .tv mehr Kapital zu schlagen und investierte dafür weiteres Geld in das Unternehmen, welches damals mit der Vermarktung der Domain beauftragt war. Zusätzlich kaufte die Regierung Anteile der Fluggesellschaft Air Fiji, die einzige Fluggesellschaft, die zu diesem Zeitpunkt Tuvalu anflog. Im Juni 2001 absolvierte er einen Staatsbesuch in der mit Tuvalu verbündeten Republik China (Taiwan).
Im Dezember 2001 verlor Luka sein Amt bereits wieder, nachdem er im Parlament eine Vertrauensabstimmung verloren hatte. Sein Nachfolger wurde Koloa Talake, der ihm am 14. Dezember 2001 nachfolgte. Das Misstrauensvotum war durch den Übertritt einiger Regierungsparlamentarier zur Opposition möglich geworden, darunter auch Talake. Luka selbst weilte während des Misstrauensvotum für medizinische Untersuchungen in Neuseeland. Ein halbes Jahr später konnte Luka bei den Parlamentswahlen seinen Sitz im Wahlkreis Nukufetau verteidigen; hinter Saufatu Sopoanga belegte er den zweiten Platz für die zwei zu vergebenen Wahlkreissitze. Während sich Luka der Opposition anschloss, wurde Sopoanga neuer Premierminister einer instabilen Regierungskoalition, die 2003 kurzfristig ihre Mehrheit verlor. Luka wurde daraufhin von der Opposition zum Parlamentssprecher, ehe er wenig später von der britischen Königin Elisabeth II., die auch Staatsoberhaupt von Tuvalu war, zu ihrem Generalgouverneur in Tuvalu ernannt wurde. Dies war ein Schachzug von Sopoanga, da dadurch Lukas Parlamentssitz vakant wurde und Sopoanga somit bessere Chancen auf den Machterhalt hatte. Lukas Amtszeit als Generalgouverneur begann am 9. September 2003 und endete am 15. April 2005, nachdem Luka selbst seinen Rücktritt eingereicht hatte. Im selben Jahr verschlechterte sich sein Gesundheitszustand und er wurde auf Anraten der Ärzte für eine bessere medizinische Versorgung in ein Krankenhaus im Nachbarinselstaat Fidschi verlegt. Dort verstarb er in der Hauptstadt Suva am 19. August 2005. Am 25. August fand auf Funafuti für Luka ein Staatsbegräbnis statt.

## Auszeichnung
- 1994: Officer of the Order of the British Empire (OBE) „für seinen Dienst an der Öffentlichkeit“[15]